# تشارلز تي ماكدويل
تشارلز تي ماكدويل (بالإنجليزية: Charles T. McDowell)‏ هو أكاديمي أمريكي، ولد في 23 نوفمبر 1921 في توين فولز في الولايات المتحدة، وتوفي في 8 يوليو 2007.